# (14016) Steller
(14016) Steller (1994 BJ4) – planetoida z pasa głównego asteroid okrążająca Słońce w ciągu 5,39 lat w średniej odległości 3,07 j.a. Odkryta 16 stycznia 1994 roku.